# 236 (număr)
236 (două sute treizeci și șase) este numărul natural care urmează după 235 și precede pe 237 într-un șir crescător de numere naturale.

## În matematică
236:
- Este un număr par.
- Este un număr compus.[1]
- Este un număr deficient.[2][3]
- Este un număr fericit.[4][5]
- Este un număr nontotient.[6][7]
- Există 236 de arbori filogenetici diferiți care reprezintă istoria divergențelor evolutive între cinci specii.[8]
- Există 236 de grafuri conectate diferite cu opt noduri și nouă muchii.[9]
- Există 236 de secvențe de grad în grafurile cu 6 noduri.[10]

## În știință

### În astronomie
- Obiectul NGC 236 din New General Catalogue este o galaxie spirală cu o magnitudine 13,6 în constelația Peștii.
- 236 Honoria este un asteroid din centura principală.
- 236P/LINEAR este o cometă periodică din sistemul nostru solar.